# Live 1981 and 1986
Live 1981 and 1986 è un album live del gruppo hardcore punk californiano Adolescents, pubblicato nel 1989 dalla Triple X Records. In ordine cronologico è la prima raccolta live ed il quarto album della band.

## Tracce
1. Ameoba – 2:56
2. Who Is Who – 1:16
3. No Friends – 2:10
4. Welcome To Reality – 2:07
5. Self Destruct – 0:48
6. Things Start Moving – 2:49
7. Word Attack – 1:02
8. Losing Battle – 1:36
9. I Got A Right – 3:15
10. No Way – 2:17
11. The Liar – 1:58
12. Rip It Up – 2:20
13. L.A. Girl – 1:28
14. Wrecking Crew – 2:06
15. Creatures – 1:52
16. Kids Of The Black Hole – 5:02
17. Peasant Song – 2:41
18. Do The Eddy – 0:47
19. The Liar – 2:11
20. Who Is Who – 1:25
21. Wrecking Crew – 2:01